# 李重 (正德進士)
李重（1469年—1548年），字元任，號遠菴、又号邗江，南京金吾後衛軍籍，祖籍直隸江都縣，明朝政治人物，官至江西按察使司副使。

## 生平
弘治五年（1492年）壬子科應天府鄉試第八十名。正德六年（1511年）辛未科會試第二十九名，登進士第二甲第十八名。，授戶部主事，兩浙鎮守太監劉璟侵吞官銀二十萬兩，欲厚贈李重使其隱瞞，李重不從。轉員外郎擢守德安，尋起工部郎中、守九江、進江西副使。

## 家族
曾祖父李信；祖父李敬；父親李全。母趙氏。永感下。弟李約。